# Scaphiella altamira
Espèce
Scaphiella altamira est une espèce d'araignées aranéomorphes de la famille des Oonopidae.

## Distribution
Cette espèce se rencontre au Costa Rica et au Panama,.

## Description
Le mâle holotype mesure 1,53 mm et la femelle paratype 1,67 mm.

## Étymologie
Cette espèce est nommée en référence au lieu de sa découverte, Altamira.

## Publication originale
- Platnick & Duperré, 2010 : The goblin spider genus Scaphiella (Araneae, Oonopidae). Bulletin of the American Museum of Natural History, no 332, p. 1-156 (texte intégral).